# Thomas Thornville Cooper
Pour les articles homonymes, voir Thornville et Cooper.
Thomas Thornville Cooper, né le 13 septembre 1839 à Bishopwearmouth et mort assassiné le 24 avril 1878 à Bhamo, est un explorateur britannique.

## Biographie
Thomas Thornville Cooper est le huitième fils de John Ibbetson Cooper, monteur de charbon et armateur. Il fait ses études à la Grange School de Bishopwearmouth, sous la direction de James Cowan. Il est ensuite envoyé chez un tuteur dans le Sussex,.
Après un voyage en Australie, en 1859, il se rend en Inde et travaille à Madras pour la maison Arbuthnot & Co. En 1861, il quitte son poste et se rend dans le Sind où un de ses frères vit. L'année suivante, il visite Bombay. À Rangoon, il étudie la langue birmane.
En 1863, il rejoint son frère à Shanghai et prend part comme volontaire aux luttes contre la révolte des Taiping. Lorsqu'elle prend fin, l'ouverture de la Chine au commerce extérieur se poursuit et, en 1868, Cooper, à l'invitation de la chambre de commerce de Shanghai, tente de voyager à travers le Tibet jusqu'en Inde. Le 4 janvier, il quitte Hankou et traverse Chengdu, Kangding et Litang et gagne le Batang. De là, il souhaite atteindre en huit jours Rima sur la Lohit, près des Monts Hengduan.
Les autorités chinoises lui interdisent alors de continuer vers l'ouest. Il décide par conséquent de prendre la route de Dali vers Bhamo. Il s'agit à cette époque de traverser le royaume de Panthay, site d'une insurrection musulmane, dont la capitale est Dali,.
Cooper longe la vallée du Lancang Jiang et atteint Zegu sur sa rive ouest. C'est le point le plus à l'ouest qui ait été exploré par les Occidentaux à partir de la Chine, dans la région des grands fleuves au nord de Bhamo. Le voici à une centaine de kilomètres de Mangkyi, puis à Hkamti Long (en), un état Shan. Il arrive à la N'Mai qui avait été visité par l'arpenteur militaire Richard Wilcox en 1826.
Poursuivant toujours son voyage vers le sud, Cooper arrive à Weixi où il obtient des passeports pour Dali. Après trois jours de marche, cependant, il est arrêté par un chef local, qui refuse de lui permettre de continuer. Il est donc contraint de retourner à Weixi, où il est emprisonné et menacé de mort par les autorités civiles : on le soupçonne d'être en rapport avec les rebelles de Panthay. Pendant cinq semaines, il est gardé prisonnier, puis, le 6 août, est enfin autorisé à partir.
Il retourne à Ya'an et descend la rivière Min jusqu'à Yibin, sur le fleuve Yangzi. Il descend le Yangzi jusqu'à Hankou, où il arrive le 11 novembre 1868. Il retourne peu après en Angleterre.
N'ayant pas réussi à atteindre l'Inde depuis la Chine, Cooper tente en 1869 d'inverser le processus et d'entrer en Chine depuis l'Assam. Au cours de ce voyage, il quitte Sadiya en octobre, remonte le Brahmapoutre à travers le pays Mishmi et atteint Prun, village situé à environ vingt milles de Rima. Ici, il rencontre à nouveau une opposition si déterminée de la part des autorités, qu'il est obligé de rebrousser chemin.
Peu de temps après son retour en Angleterre, il est nommé par l'India Office pour accompagner la mission Panthay qui a visité Londres, jusqu'à la frontière du Yunnan. En arrivant à Rangoon, cependant, il apprend que la rébellion a été écrasée et que sa mission est donc terminée. Lord Northbrook le nomme agent politique à Bhamo. Sa mauvaise santé l'oblige alors à retourner presque immédiatement en Angleterre, où il est attaché au département politique de l'India Office.
En 1876, il est de nouveau envoyé en Inde avec des dépêches et des cadeaux pour le vice-roi en relation avec le durbar impérial de Delhi, et est par la suite renommé agent politique à Bhamo. Pendant son séjour (1877), il accueille William Gill, auteur de River of Golden Sand.
Il est assassiné le 24 avril 1878 à Bhamo par un cipaye de sa garde.

## Publications
- 1869 : Journal of an Overland Journey from China towards India
- 1871 : A Pioneer of Commerce
- 1873 : The Mishmee Hills